# Laurent Joseph Pelletier
Pour les articles homonymes, voir Pelletier.
Laurent Joseph Pelletier, né à Éclaron (Haute-Marne) le 30 décembre 1811 et mort à Paris le 5 avril 1879, est un peintre, lithographe et professeur de dessin français.

## Biographie
Il étudia à l'école de Châlons. Il est élève de Jacques-Louis David. À partir de 1842, il est professeur de dessin à l'école des beaux-arts de Metz, puis à Paris. Son épouse née Eugénie Fournel fut peintre elle aussi.
Une rue porte son nom à Loos.

## Salons
Pelletier a exposé aux salons parisiens de 1840 à 1878.

## Œuvre
Pelletier a peint beaucoup de paysages et d'aquarelles et a produit de nombreuses lithographies. Il  décrit des paysages romantiques et l'architecture de monuments inspirés par le Moyen Âge.